# Dioctria segmentaria
Dioctria segmentaria är en tvåvingeart som beskrevs av Becker 1923. Dioctria segmentaria ingår i släktet Dioctria och familjen rovflugor. Inga underarter finns listade i Catalogue of Life.